# Closterocerus orientalis
Closterocerus orientalis is een vliesvleugelig insect uit de familie Eulophidae. De wetenschappelijke naam is voor het eerst geldig gepubliceerd in 1933 door Ferrière.